# Gadjamni
Gadjamni (auch: Gazamini, Gazammi, Gazamni) ist ein Dorf in der Landgemeinde Kellé in Niger.

## Geographie
Das von einem traditionellen Ortsvorsteher (chef traditionnel) geleitete Dorf liegt am südöstlichen Rand des Gebirges Koutous. Es befindet sich rund 42 Kilometer östlich des Hauptorts Kellé der gleichnamigen Landgemeinde, die zum Departement Gouré in der Region Zinder gehört. Zu den Siedlungen in der näheren Umgebung von Gadjamni zählen Guirbo im Nordwesten, Madja Ganglédi im Südwesten und Kaïgama im Westen.
Gadjamni ist Teil der Übergangszone zwischen Sahara und Sahel. Die durchschnittliche jährliche Niederschlagsmenge beträgt hier zwischen 200 und 300 mm.

## Geschichte

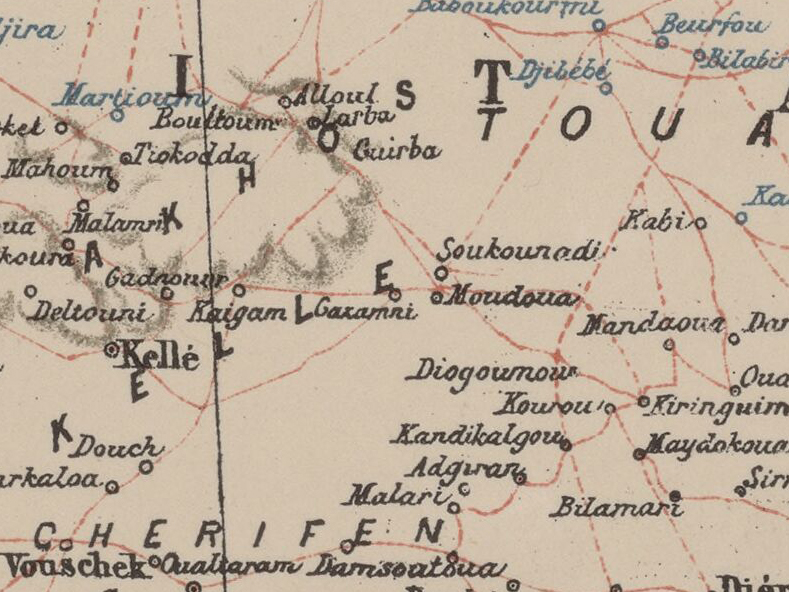
Ausschnitt einer Karte von 1903 mit Gadjamni (Gazamni) im Zentrum

Gadjamni ist nach einer alten Tubu-Untergruppe benannt. Das Dorf bestand bereits im 19. Jahrhundert. Zwischen 1900 und 1945 wurden von hier aus Saléri und andere weiter im Osten gelegene Dörfer gegründet. Der Wochenmarkt von Gadjamni wurde 1975 in das Nachbardorf Madja Ganglédi verlegt.

## Bevölkerung
Bei der Volkszählung 2012 hatte Gadjamni 590 Einwohner, die in 115 Haushalten lebten. Bei der Volkszählung 2001 betrug die Einwohnerzahl 702 in 145 Haushalten und bei der Volkszählung 1988 belief sich die Einwohnerzahl auf 1019 in 261 Haushalten.
Die Bevölkerungsdichte in diesem Gebiet ist gering und liegt bei unter 10 Einwohnern je Quadratkilometer.

## Wirtschaft und Infrastruktur
Gadjamni liegt in einem Gebiet der Naturweidewirtschaft, wobei vor allem die Rinder- und Schafzucht wirtschaftlich bedeutend sind. Eine Getreidebank wurde in den 1980er Jahren im Ort etabliert. Mit einem Centre de Santé Intégré (CSI) ist ein Gesundheitszentrum vorhanden. Es gibt eine Schule. Die Route 748, eine einfache Piste, verbindet Gadjamni mit der Stadt Gouré.